# カレント (音楽制作プロダクション)
株式会社カレント（英文社名；CURRENT Company, Limited）は、東京都港区西麻布のに本社を置く音楽制作プロダクション。

## 概要
2000年、株式会社ヴェントゥオノ代表取締役兼音楽プロデューサー・志田博英が音楽制作の事業を創り立ち上げたプロダクション会社である。
主に映画・テレビドラマでの劇中音楽制作や作曲・編曲などのマネージメントを事業。

## 所属アーティスト

### 音楽プロデューサー／音楽ディレクター
- 千田耕平（代表取締役）

### 作曲家
- 仲西匡
- 羽深由理
- 出羽良彰
- やまだ豊(Legendoorより移籍)

## かつて所属していたアーティスト

### 音楽プロデューサー
- 志田博英（2017年6月逝去）

## 関連会社
- 株式会社ヴェントゥオノ